# Jake West
Jake West (nascut el 1972) és un director de cinema britànic, conegut sobretot per les seves pel·lícules de terror i per una sèrie de documentals sobre la censura cinematogràfica

## Biografia
El primer llargmetratge de West va ser Razor Blade Smile, estrenat l'any 1998. La seva segona pel·lícula, estrenada el 2005, va ser Evil Aliens, descrita com una 'comèdia de terror britànica', en la tradició de pel·lícules com Clínicament morta, Una casa al·lucinant, i Evil Dead. a ser la primera pel·lícula de terror britànica de llarga durada que es va rodar amb càmeres Sony HD i conté més d'un centenar de plans d'efectes digitals, així com molts efectes especials convencionals.
Després de l'èxit de Evil Aliens, West va dirigir una seqüela feta per a la televisió de la pel·lícula de 1988 Pumpkinhead. Pumpkinhead: Ashes to Ashes va ser coescrit per West amb Barbara Werner. La pel·lícula es va rodar a Romania per al American Sci Fi Channel.
La seva següent pel·lícula Doghouse va ser una comèdia de terror protagonitzada per Danny Dyer, Noel Clarke i Stephen Graham, el 'ingredient màgic' del qual va ser un 'guió astut' del creador de còmics britànic Dan Schaffer, conegut per Dogwitch i The Scribbler. La pel·lícula es va estrenar el 2009.

## Filmografia
- Club Death (1994)
- Razor Blade Smile (1998)
- Whacked (2002)
- Evil Aliens (2005)
- Pumpkinhead: Ashes to Ashes (2006)
- Doghouse (2009)
- Video Nasties: Moral Panic, Censorship & Videotape (2010)
- The ABCs of Death (2012)
- Video Nasties: Draconian Days (2014)
- Xploring Xtro (2018)
- Mancunian Man: The Legendary Life of Cliff Twemlow (Severin Films, 2023)